# Euphyllodromia maturaca
Euphyllodromia maturaca är en kackerlacksart som beskrevs av Rocha e Silva 1984. Euphyllodromia maturaca ingår i släktet Euphyllodromia och familjen småkackerlackor. Inga underarter finns listade i Catalogue of Life.